# Pływanie na Letnich Igrzyskach Olimpijskich 2020 – 200 m stylem dowolnym mężczyzn
200 m stylem dowolnym mężczyzn – jedna z konkurencji pływackich, które odbyły się podczas XXXII Igrzysk Olimpijskich w Tokio. Eliminacje miały miejsce 25 lipca, półfinały 26 lipca, a finał konkurencji 27 lipca 2021 roku.

## Terminarz
Wszystkie godziny podane są w czasie japońskim (UTC+09:00) oraz polskim (CEST).
| Data          | Godzina rozpoczęcia | Godzina rozpoczęcia |            |
| Data          | UTC+09:00           | CEST                |            |
| ------------- | ------------------- | ------------------- | ---------- |
| 25 lipca 2021 | 19:22               | 12:22               | Eliminacje |
| 26 lipca 2021 | 10:37               | 3:37                | Półfinały  |
| 27 lipca 2021 | 10:43               | 3:43                | Finał      |

## Rekordy
Przed zawodami rekord świata i rekord olimpijski wyglądały następująco:
| Rekord            | Zawodnik        | Czas    | Miejsce | Data             |       |
| ----------------- | --------------- | ------- | ------- | ---------------- | ----- |
| Rekord świata     | Paul Biedermann | 1:42,00 | Rzym    | 28 lipca 2009    | [ 2 ] |
| Rekord olimpijski | Michael Phelps  | 1:42,96 | Pekin   | 12 sierpnia 2008 | [ 3 ] |

## Wyniki

### Eliminacje
| Miejsce | Wyścig | Tor | Zawodnik            | Państwo           | Czas    | Uwagi |
| ------- | ------ | --- | ------------------- | ----------------- | ------- | ----- |
| 1.      | 3      | 5   | Hwang Sun-woo       | Korea Południowa  | 1:44,62 | Q,    |
| 2.      | 4      | 2   | Fernando Scheffer   | Brazylia          | 1:45,05 | Q,    |
| 3.      | 3      | 4   | Thomas Dean         | Wielka Brytania   | 1:45,24 | Q     |
| 4.      | 2      | 1   | David Popovici      | Rumunia           | 1:45,32 | Q     |
| 5.      | 4      | 4   | Duncan Scott        | Wielka Brytania   | 1:45,37 | Q     |
| 6.      | 4      | 5   | Martin Malutin      | ROC               | 1:45,50 | Q     |
| 7.      | 3      | 7   | Stefano Ballo       | Włochy            | 1:45,80 | Q     |
| 8.      | 5      | 2   | Thomas Neill        | Australia         | 1:45,81 | Q     |
| 9.      | 5      | 4   | Danas Rapšys        | Litwa             | 1:45,84 | Q     |
| 10.     | 3      | 6   | Townley Haas        | Stany Zjednoczone | 1:45,86 | Q     |
| 11.     | 5      | 8   | Kregor Zirk         | Estonia           | 1:46,10 | Q,    |
| 12.     | 3      | 1   | Nándor Németh       | Węgry             | 1:46,19 | Q     |
| 13.     | 5      | 3   | Kieran Smith        | Stany Zjednoczone | 1:46,20 | Q     |
| 14.     | 2      | 3   | Velimir Stjepanović | Serbia            | 1:46,26 | Q     |
| 15.     | 3      | 2   | Antonio Djakovic    | Szwajcaria        | 1:46,37 | Q     |
| 16.     | 4      | 1   | Stefano Di Cola     | Włochy            | 1:46,67 | Q     |
| 17.     | 5      | 5   | Katsuhiro Matsumoto | Japonia           | 1:46,69 |       |
| 17.     | 5      | 7   | Lukas Märtens       | Niemcy            | 1:46,69 |       |
| 19.     | 2      | 5   | Jacob Heidtmann     | Niemcy            | 1:46,73 |       |
| 20.     | 4      | 8   | Jordan Pothain      | Francja           | 1:46,75 |       |
| 21.     | 4      | 3   | Ji Xinjie           | Chiny             | 1:46,86 |       |
| 22.     | 5      | 6   | Elijah Winnington   | Australia         | 1:46,99 |       |
| 23.     | 4      | 7   | Robin Hanson        | Szwecja           | 1:47,02 |       |
| 24.     | 3      | 3   | Iwan Giriew         | ROC               | 1:47,11 |       |
| 24.     | 5      | 1   | Murilo Sartori      | Brazylia          | 1:47,11 |       |
| 26.     | 2      | 8   | Alexei Sancov       | Mołdawia          | 1:47,46 |       |
| 27.     | 2      | 4   | Denis Loktev        | Izrael            | 1:47,68 |       |
| 28.     | 3      | 8   | Jonathan Atsu       | Francja           | 1:47,75 |       |
| 29.     | 2      | 7   | Alex Sobers         | Barbados          | 1:48,09 | NR    |
| 30.     | 4      | 6   | Dominik Kozma       | Węgry             | 1:48,87 |       |
| 31.     | 1      | 6   | Dimitrios Markos    | Grecja            | 1:49,16 |       |
| 32.     | 2      | 2   | Welson Sim          | Malezja           | 1:49,24 |       |
| 33.     | 1      | 5   | Mikel Schreuders    | Aruba             | 1:49,43 |       |
| 34.     | 2      | 6   | Baturalp Ünlü       | Turcja            | 1:49,75 |       |
| 35.     | 1      | 3   | Joaquín Vargas      | Peru              | 1:49,93 | NR    |
| 36.     | 1      | 2   | Mokhtar Al-Yamani   | Jemen             | 1:49,97 |       |
| 37.     | 1      | 4   | Wesley Roberts      | Wyspy Cooka       | 1:50,41 |       |
| 38.     | 1      | 7   | James Freeman       | Botswana          | 1:52,87 |       |
| 39.     | 1      | 1   | Audai Hassouna      | Libia             | 1:56,27 |       |

Swim-off
Dogrywka o miano pierwszego rezerwowego zawodnika odbyła się 25 lipca o 20:40.
| Miejsce | Tor | Zawodnik            | Państwo | Czas    | Uwagi |
| ------- | --- | ------------------- | ------- | ------- | ----- |
| 1.      | 4   | Katsuhiro Matsumoto | Japonia | 1:46,06 |       |
| 2.      | 5   | Lukas Märtens       | Niemcy  | 1:46,40 |       |

### Półfinały

#### Półfinał 1
| Miejsce | Tor | Zawodnik            | Państwo           | Czas    | Uwagi |
| ------- | --- | ------------------- | ----------------- | ------- | ----- |
| 1.      | 3   | Martin Malutin      | ROC               | 1:45,45 | Q     |
| 2.      | 5   | David Popovici      | Rumunia           | 1:45,68 | Q     |
| 3.      | 4   | Fernando Scheffer   | Brazylia          | 1:45,71 | Q     |
| 4.      | 6   | Thomas Neill        | Australia         | 1:45,74 |       |
| 5.      | 2   | Townley Haas        | Stany Zjednoczone | 1:46,07 |       |
| 6.      | 8   | Stefano Di Cola     | Włochy            | 1:47,19 |       |
| 7.      | 7   | Nándor Németh       | Węgry             | 1:47,20 |       |
| 8.      | 1   | Velimir Stjepanović | Serbia            | 1:47,62 |       |

#### Półfinał 2
| Miejsce | Tor | Zawodnik         | Państwo           | Czas    | Uwagi |
| ------- | --- | ---------------- | ----------------- | ------- | ----- |
| 1.      | 3   | Duncan Scott     | Wielka Brytania   | 1:44,60 | Q     |
| 2.      | 1   | Kieran Smith     | Stany Zjednoczone | 1:45,07 | Q     |
| 3.      | 2   | Danas Rapšys     | Litwa             | 1:45,32 | Q     |
| 4.      | 5   | Thomas Dean      | Wielka Brytania   | 1:45,34 | Q     |
| 5.      | 4   | Hwang Sun-woo    | Korea Południowa  | 1:45,53 | Q     |
| 6.      | 6   | Stefano Ballo    | Włochy            | 1:45,84 |       |
| 7.      | 8   | Antonio Djakovic | Szwajcaria        | 1:45,92 |       |
| 8.      | 7   | Kregor Zirk      | Estonia           | 1:46,67 |       |

### Finał
| Miejsce | Tor | Zawodnik          | Państwo           | Czas    | Uwagi |
| ------- | --- | ----------------- | ----------------- | ------- | ----- |
| 1 !     | 6   | Thomas Dean       | Wielka Brytania   | 1:44,22 | NR    |
| 2 !     | 4   | Duncan Scott      | Wielka Brytania   | 1:44,26 |       |
| 3 !     | 8   | Fernando Scheffer | Brazylia          | 1:44,66 | SA    |
| 4.      | 5   | David Popovici    | Rumunia           | 1:44,68 | NR    |
| 5.      | 3   | Martin Malutin    | ROC               | 1:45,01 |       |
| 6.      | 1   | Kieran Smith      | Stany Zjednoczone | 1:45,12 |       |
| 7.      | 4   | Hwang Sun-woo     | Korea Południowa  | 1:45,26 |       |
| 8.      | 2   | Danas Rapšys      | Litwa             | 1:45,78 |       |